# Vanilloideae
Ванільні (лат. Vanilloideae) — одна з підродин родини Орхідні (лат. Orchidaceae).

## Історія опису
Це підродина була запропонована Szlachetko в 1995 році та опублікована в Fragm. Flor. Geobot., Supp. 3:48. Ліндлі (1836) і Гарай (1986) пропонували відокремити цю групу орхідей як родину під назвою Vanillaceae, але вона залишилась без нагляду. Але їхній єдиний пиляк і погано організовані поллінії призвели до того, що їх визнали в кращому випадку підгрупою однотичинкових орхідей. З молекулярної точки зору, ця клада скоріше є сестринською підродиною Epidendroideae та Orchidoideae в родині Orchidaceae, і тому на сьогоднішній день вона також розглядається саме як підродина.

### Етимологія
Назва підродини Vanilloideae приходить з найвідоміших, класифікованих у своєму роді. Ця назва походить від Ванілі (лат. Vanilla).

## Класифікація
Підродина включає 2 триби, близько 15 родів і приблизно 250 видів.
Триба Pogonieae (77 видів):
- Роди: Cleistes, Cleistesiopsis, Duckeella, Isotria та Pogonia.

Триба Vanilleae (172 види):
- Роди: Clematepistephium, Cyrtosia, Epistephium, Eriaxis, Erythrorchis, Galeola, Lecanorchis, Pseudovanilla та Vanilla.

## Опис
Всі представники Vanilloideae є багаторічними, трав'янистими рослинами, іноді зі злегка дерев'янистим стовбуром. Деякі з видів мають виноградні лози, з соковитими стеблами. Жилкування листя сітчасте.
Числа хромосом змінюються в підродини в ширший спектр 2n = 18, 20 або 24 на Pogonieae (де хромосом досить великий) до 2n = 28, 30 або 32 на Vanilleae.
Види з триби Vanilleae — довгі рослини, що характеризуються довгою, товстою, соковитою лозою та губою без шпорця.
Види з триби Pogonieae мають характерний дольчастий край губи. Забарвлення пелюсток і чашолистків рожеве, рідше біле або блакитнувате. Чашолистки мають довгасту, еліптичну або вузьку ланцетоподібну форму.

## Ареал і поширення
Рослини, що належать до цієї підродини були поширені по всій тропічній Азії, Австралії та Америці.